# 山繆·謝維揚

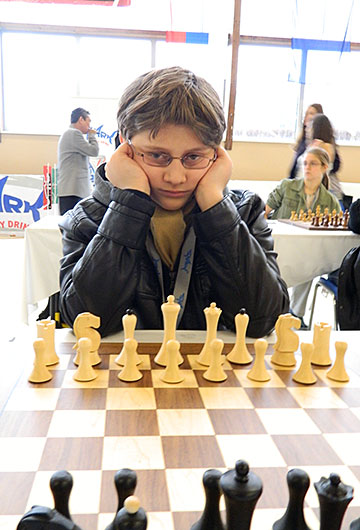

山繆·謝維揚（Samuel Sevian，2000年12月26日—）是一位美國西洋棋棋士。他在2009年2月時以8歲又64天的年紀成為美國西洋棋協會所認定的最年輕西洋棋「高手」（expert） 。而在2010年12月11日，他又以2201的等級分與9歲又11個月15天之齡成為了在美國西洋棋協會史上最年輕的國家大師。

## 職涯早期
謝維揚的西洋棋職涯是2006年8月12日從美國佛羅里達的奧蘭多開始的。他第一個最主要的成就則是成為美國史上最年輕的西洋棋高手，而這項成就在國際級大師傑克·彼得斯（Jack Peters）於《洛杉磯時報》所寫的一篇文章中被特別記述。他寫說謝維揚是在五歲開始學下西洋棋，並在還住在佛羅里達時從他生涯中的第一場比賽中獲得了315的等級分。當他全家在2007年（即他七歲時）搬到加州後，他的等級分上升到了1614，已經比大多數的成人還高了。在2009年2月時，他獲得海灣地區月度西洋棋棋士（Bay Area Chess Player of the Month）的稱號。

## 等級分與成就
謝維揚在2009年與2010年都有成為全美西洋棋隊伍（ All-America Chess Team）中的一員。在2009年他八歲時，謝維揚第一次在比賽中擊敗國家大師級的對手。而2010年1月，他以國際棋聯等級分2119的成績成為了全球同年齡棋士中等級分最高者。此外，他也取得參加2010年世界青少年西洋棋錦標賽的資格，並達到美國西洋棋協會（USCF）大師候補（Candidate Master）頭銜的基準。
在2010年12月11日，他的等級分從2187升到了2201分，使他以9歲又11個月15天的年紀打破尼可拉斯·尼普相差11天的原紀錄，成為美國史上最年輕的西洋棋大師。

## 外部連結
- Sevian Samuel的国际棋联等级分卡
- 8 year old expert （页面存档备份，存于） from susanpolgar.blogspot.com
- Andrew Green and Toby Boas Win March Tornado from orlandochess.com
- The United States Chess Federation Top Aged 9 （页面存档备份，存于） from uschess.org
- Chess rating history for SAMUEL SEVIAN from kebuchess.com
- Bay Area Chess> Tournament Results （页面存档备份，存于） from bayareachess.com
- The USCF Title System

| 成就                 | 成就                                    | 成就        |
| -------------------- | --------------------------------------- | ----------- |
| 前任： 尼可拉斯·尼普 | 美國史上最年輕的西洋棋大師 2010年－至今 | 繼任： 現任 |